# Hans Rønne
Hans Stig Trappaud Rønne (Herstedvester, Albertslund, Hovedstaden, 30 de desembre de juliol de 1887 – Frederiksberg, 15 de setembre de 1951) va ser un gimnasta artístic danès que va competir a començaments del segle xx.
El 1920 va prendre part en els Jocs Olímpics d'Anvers, on va guanyar la medalla d'or en el concurs per equips, sistema lliure del programa de gimnàstica.